# Línia Imazatosuji
La línia Imazatosuji (今里筋線, Imazatosuji-sen) és una de les línies ferroviàries del Metro d'Osaka; comença a l'estació d'Itakano, al districte de Higashi-Yodogawa, i finalitza a l'estació d'Imazato, al districte de Higashinari, tot per dins de la ciutat d'Osaka. El seu nom oficial és Línia 8 del Tramvia Elèctric Ràpid (高速電気軌道第8号線, Kōsoku denki Kidō Dai Hachi Gō). La lletra d'identificació de la línia i les estacions és la I en verdana i el color és el "taronja daurat" (柑子色, kōji-iro), present a tot el disseny de les estacions de la línia. La línia fou inaugurada amb el seu traçat actual el 24 de desembre de 2006.

## Història
Des de 1957, els troleibusos havien estat en circulació per tot Imazatosuji (una important via d'Osaka); aquests troleibusos connectaven l'est d'Osaka amb l'antiga xarxa de tramvies municipals. No obstant això, el servei de troleibusos fou cancel·lat l'any 1969 sent reemplaçat per autobusos corrents. A l'Imazatosuji la congestió i el trànsit seguiren sent elevats i, a poc a poc, la regidoria de transports d'Osaka va planejar la construcció d'una xarxa de ferrocarril públic que servira de complement a les ja en actiu i a les privades que circul·laven per tota la ciutat. En presentar-se el projecte l'any 1989 es plantejà una línia de metro que faria el trajecte entre l'estació de Kami-Shinjō (pertanyent a la Hankyū) i l'estació d'Imazato. Degut a la descoberta d'elements que dificultaven la construcció de la línia, el 1996 es canvia l'inici de línia des de Kami-Shinjō fins a l'estació d'Itakano, zona de suburbi on hi havien nous edificis residencials en construcció. L'any 1999 finalitzaren les preparacions i estudis tècnics i un any més tard, el 2000, començà la construcció de la línia. Durant la construcció sorgiren nombroses dificultats per a l'obra: la terra del nord-est d'Osaka està composta per argila tova, havent de ser construïda la línia a 10 metres per sota de la terra. Degut a aquestes dificultats s'empraren mètodes novedosos i, conseqüentment, la minuta va resultar en vora 272 milions de iens.
La construcció de la línia va finalitzar el 2006 i el 24 de desembre del mateix any va ser inaugurada pel recentment elegit alcalde en Kunio Hiramatsu tot i que s'acabà de construir durant el govern de Junichi Seki, amb el traçat original entre Itakano i Imazato que a data de 2020 encara no s'ha modificat. Després de la construcció i inauguració, hi van haver plans per a una extensió de la línia des de l'estació d'Imazato cap al sud de la ciutat. Emperò, aquest project fou posat en pausa el 28 d'agost de 2014 pel govern de l'alcalde Tōru Hashimoto davant una possible privatització del servei de metro (feta el 2018), fomentant així els autobusos urbans i tramvies.

## Estacions
| Estació Número | Imatge              | Estació             | Japonès      | Distància (km)  | Distància (km) | Enllaç                                | Situació         |
| Estació Número | Imatge              | Estació             | Japonès      | Entre estacions | Total          | Enllaç                                | Situació         |
| -------------- | ------------------- | ------------------- | ------------ | --------------- | -------------- | ------------------------------------- | ---------------- |
| I11            | Itakano             | Itakano             | 井高野       | 0,0             | 0,0            |                                       | Higashi-Yodogawa |
| I12            | Zuikō Yonchōme      | Zuikō Yonchōme      | 瑞光四丁目   | 0,9             | 0,9            |                                       | Higashi-Yodogawa |
| I13            | Daidô-Toyosato      | Daidō-Toyosato      | だいどう豊里 | 1,0             | 1,9            |                                       | Higashi-Yodogawa |
| I14            | Taishibashi-Imaichi | Taishibashi-Imaichi | 太子橋今市   | 1,8             | 3,7            | Metro-Tanimachi (T13)                 | Asahi            |
| I15            | Shimizu             | Shimizu             | 清水         | 1,2             | 4,9            |                                       | Asahi            |
| I16            | Shinmori-Furuichi   | Shinmori-Furuichi   | 新森古市     | 0,9             | 5,8            |                                       | Asahi            |
| I17            | Sekime-Seiiku       | Sekime-Seiiku       | 関目成育     | 1,3             | 7,1            | Keihan-Sekime                         | Jōtō             |
| I18            | Gamō Yonchōme       | Gamō Yonchōme       | 蒲生四丁目   | 1,4             | 8,5            | Metro-Nagahori Tsurumi-ryokuchi (N23) | Jōtō             |
| I19            | Shigino             | Shigino             | 鴫野         | 0,9             | 9,4            | JR West-Katamachi i Osaka Higashi     | Jōtō             |
| I20            | Midoribashi         | Midoribashi         | 緑橋         | 1,2             | 10,6           | Metro-Chūō (C20)                      | Higashinari      |
| I21            | Imazato             | Imazato             | 今里         | 1,3             | 11,9           | Metro-Sennichimae (S20)               | Higashinari      |

## Parc mòbil

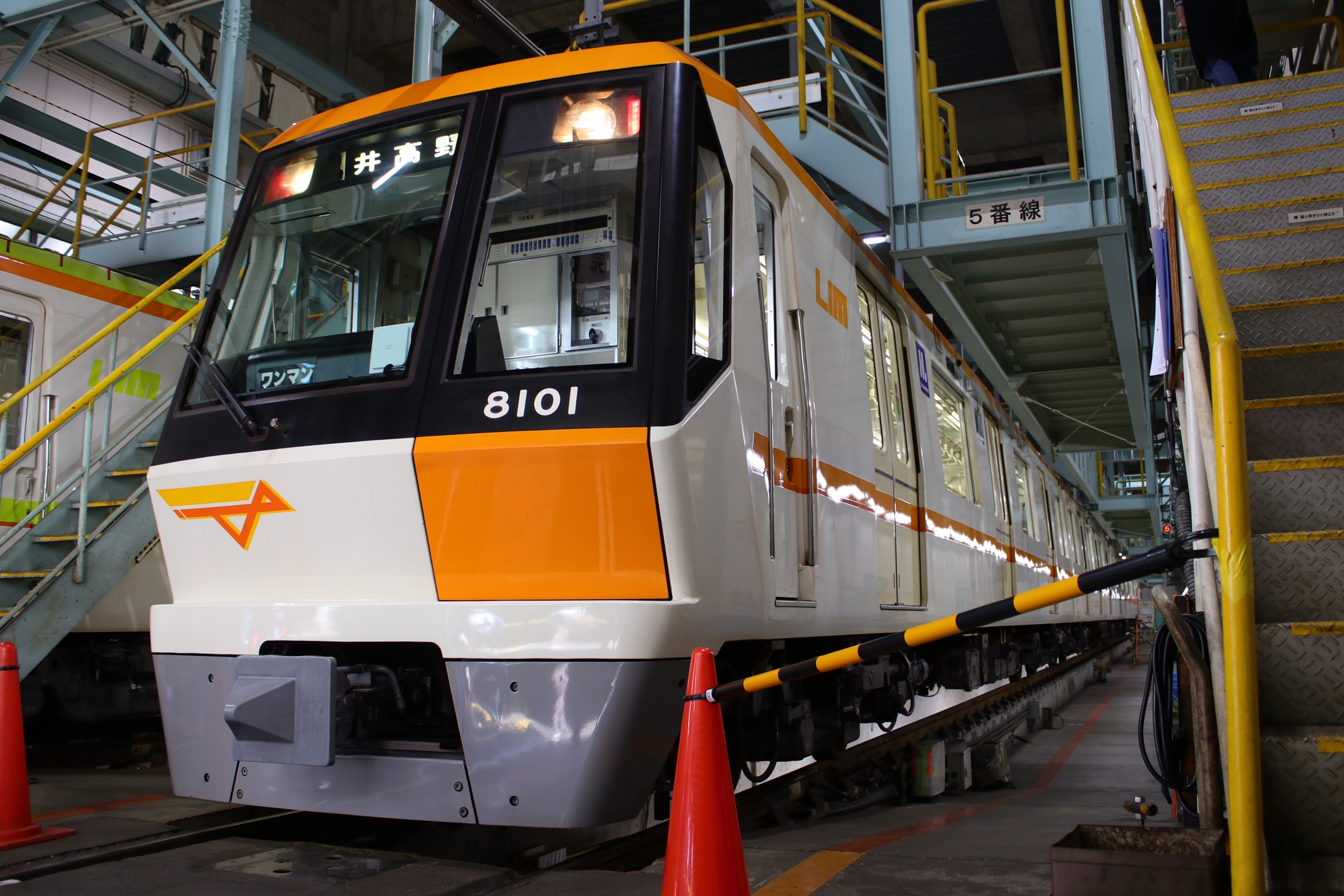
LIM Sèrie 80

La línia Imazatosuji només utilitza un únic tipus de model, la sèrie 80, de la que hi han quatre unitats assignades a la línia i en actiu des de 2006, quan s'inicià el servici. El mateix model també s'utilitza per la línia Nagahori Tsurumi-ryokuchi, tot i que amb diferents colors (en aquest cas, el verd clar), d'acord amb la línia a la qual pertany.